# Chame (huyện)
Huyện Chame là một huyện (distrito) thuộc tỉnh Panamá ở Panama. Theo điều tra dân số năm 2000, huyện này có dân số 19625 người. Huyện Chame có diện tích 353 km². Huyện lỵ đóng tại Chame.